# Trogloraptor - Género
Trogloraptor es un género de arañas monotipico por el momento, viene de la familia monotipica Trogloraptoridae 
Las especie más reciente descubierta es:
Trogloraptor Marchingtoni
Las Especies descubiertas del orden Trogloraptor son:
Trogloraptor Marchingtoni
Hábitat: viven en Cavernas profundas que se encuentran en algunas cuevas de Oregón y California, También pueden vivir en algunos bosques de secuoya en el noroeste de California.
Aspecto:
Poseen garras en forma de gancho en sus últimos segmentos de sus patas,Su forma curvada y dentada sugiere que pueden sujetar firmemente a la presa antes de inmovilizarla,
poseen un Cuerpo delgado y patas largas, con una coloración marrón amarillenta, tienen seis ojos, en lugar de los ocho típicos en la mayoría de las arañas, Tienden a alcanzar 7.6cm contando envergadura de patas y su cuerpo mide de 7mm (0.7cm) a 10mm (1cm) en machos y de 8mm (0.8cm) a 10mm (1cm) en hembras
Como habita en cuevas profundas, sus garras podrían ayudarle a cazar en espacios reducidos y con poca iluminación además Podrían ser útiles para sujetarse a superficies irregulares dentro de su hábitat
Viven en condiciones de:
Baja iluminación - Prefieren ambientes oscuros
Alta humedad - Las cuevas y bosques tienen un nivel de humedad elevado, algo que favorece su desarrollo
Temperaturas Estables - Las cuevas le ofrecen un clima relativamente constante, la puede proteger de cambios 
No construyen telarañas tradicionales, En lugar de redes complejas cuelgan de unos pocos hilos en el techo de las cuevas donde viven
La dieta de Trogloraptor es algo no tan estudiado, se cree que capturan con sus garras en forma de gancho atrapan a insectos en el aire